# Gensis
Gensis era un insediamento romano vicus, in Mesia Superiore oggi Serbia centrale, sul monte Cer vicino a villaggio Lešnica, comune di Loznica.

## Tabula Peutingeriana
Sulla Tabula Peutingeriana è situata XXX m.p. a sud da Sirmium, in via Argentaria, strada romana che procede accanto al fiume Drinus verso il monte Cer, e XV m.p. da Ad Drinum presumibilmente oggi Loznica.

## Posizione
Tuttavia, la posizione di Gensis non è stabilita, perché sulla stessa montagna Cer si trovano le rovine di tre diversi insediamenti che possono essere vicus Gensis: Vidin Grad, Trojanov Grad e Kosanin Grad.
Poiché nessuno di questi tre siti è stato esplorato, non è possibile determinare l'esatta posizione di vicus Gensis.